# Turó del Morro de Gall
El Turó del Morro de Gall és una muntanya de 347 metres que es troba al municipi de la Roca del Vallès, a la comarca del Vallès Oriental.